# Faramea neblinae
Faramea neblinae är en måreväxtart som beskrevs av Julian Alfred Steyermark. Faramea neblinae ingår i släktet Faramea och familjen måreväxter. Inga underarter finns listade i Catalogue of Life.